# Ваљо Базиликата
Ваљо Базиликата (итал. Vaglio Basilicata) је насеље у Италији у округу Потенца, региону Базиликата.
Према процени из 2011. у насељу је живело 1534 становника. Насеље се налази на надморској висини од 927 м.

## Становништво
| 1931. | 1936. | 1951. | 1961. | 1971. | 1981. | 1991. | 2001. | 2011. |
| ----- | ----- | ----- | ----- | ----- | ----- | ----- | ----- | ----- |
| 2.775 | 2.837 | 2.846 | 2.420 | 2.099 | 2.172 | 2.320 | 2.217 | 2.074 |